# Sistema Nacional de Trânsito
O Sistema Nacional de Trânsito foi criado pelo CTB, o Código de Trânsito Brasileiro - Lei nº 9.503, de 23 de setembro de 1997, sendo considerado um conjunto de órgãos e entidades da União, dos Estados, do Distrito Federal e dos Municípios que tem por finalidade o exercício das atividades de planejamento, administração, normatização, pesquisa, registro e licenciamento de veículos, formação, habilitação e reciclagem de condutores, educação, engenharia, operação do sistema viário, policiamento, fiscalização, julgamento de infrações e de recursos e aplicação de penalidades.

## Objetivos
São objetivos do SNT:
1. estabelecer diretrizes da Política Nacional de Trânsito, com vistas à segurança, à fluidez, ao conforto, à defesa ambiental e à educação para o trânsito, e fiscalizar seu cumprimento;
2. fixar, mediante normas e procedimentos, a padronização de critérios técnicos, financeiros e administrativos para a execução das atividades de trânsito;
3. estabelecer a sistemática de fluxos permanentes de informações entre os seus diversos órgãos e entidades, a fim de facilitar o processo decisório e a integração do Sistema.

## Composição
É composto pelos seguintes órgãos e entidades:
1. o Conselho Nacional de Trânsito - CONTRAN, coordenador do Sistema e órgão máximo normativo e consultivo;
2. os Conselhos Estaduais de Trânsito - CETRAN e o Conselho de Trânsito do Distrito Federal - CONTRANDIFE, órgãos normativos, consultivos e coordenadores;
3. os órgãos e entidades executivos de trânsito da União, dos Estados, do Distrito Federal e dos Municípios;
4. os órgãos e entidades executivos rodoviários da União, dos Estados, do Distrito Federal e dos Municípios;
5. a Polícia Rodoviária Federal;
6. as Polícias Militares dos Estados e do Distrito Federal; e
7. as Juntas Administrativas de Recursos de Infrações - JARI;
8. o Departamento de Estradas e Rodagem- DETRAN- Órgãos Executivos Rodoviários dos Estados e do Distrito Federal.

Conforme a Lei nº 12.058/2009, a autoridade portuária ou a entidade concessionária de porto organizado poderá celebrar convênios com os órgãos do Sistema Nacional de Trânsito, com a interveniência dos Municípios e Estados, juridicamente interessados, para o fim específico de facilitar a autuação por descumprimento da legislação de trânsito.

## Coordenação
Ao Ministério do Desenvolvimento Regional, formado a partir da união dos anteriores Ministério da Integração Nacional e Ministério das Cidades, compete a coordenação máxima do Sistema Nacional de Trânsito (Decreto nº 4.711, de 29 de maio de 2003, que estabelece a coordenação do SNT sob o Ministério das Cidades).